# Paula Josemaría
Paula Josemaría Martín (Moraleja, 31 de octubre de 1996), es una jugadora profesional de pádel española. Actualmente ocupa la 1.ª posición en el ranking de Premier Padel y juega en el drive junto a Ariana Sánchez. Ambas forman la mejor pareja de pádel del mundo.
Paula ha finalizado el año como número 1 en dos ocasiones: 2023 y 2024. Ya había ocupado la primera posición del ranking durante 2022 y 2021, pero finalizó ambas ediciones de WPT como número 3 (pareja 2 con Ari).

## Carrera deportiva
Paula Josemaría comenzó a jugar en el World Padel Tour en 2014, pero no fue hasta el año 2016 cuando comenzó a despuntar. En ese año llegó hasta octavos de final en una ocasión, junto a su compañera Esther Lasheras.
En 2018, la experimentada jugadora argentina Valeria Pavón, se convirtió en su nueva pareja deportiva, llegando hasta octavos de final en cuatro ocasiones. Sin embargo, en 2019 la portuguesa Ana Catarina Nogueira se convierte en su nueva pareja deportiva. Con ella, Paula Josemaría, dio el salto definitivo hacia los primeros puestos del ranking World Padel Tour, después de llegar a las finales del Bastad Open 2019 y del Mijas Open 2019, y de levantar el Madrid Master 2019, su primer torneo como jugadora profesional.
Para la temporada 2020, Marta Marrero se convirtió en su nueva pareja deportiva. Con ella logró ganar el Marbella Master, el primer torneo de la temporada, pero tras una temporada irregular de ambas, que se vio también afectada por la pandemia de COVID-19, decidieron separar sus caminos, convirtiéndose Bea González en su nueva compañera. Con ella estuvo hasta final de temporada.
En 2021, Ariana Sánchez se convirtió en su nueva pareja deportiva.
En noviembre de 2021 fue convocada por primera vez con España para un Campeonato Mundial de Pádel. La selección española resultó campeona del mundo, ganando su partido de la final junto a Ariana Sánchez.

## Palmarés

### Premier Padel
| N.º | Año  | Torneo       | Categoría | Pareja         | Oponentes en la final         | Resultado       |
| --- | ---- | ------------ | --------- | -------------- | ----------------------------- | --------------- |
| 1   | 2023 | París        | Major     | Ariana Sánchez | Marta Ortega Gemma Triay      | 6-2 / 6-4       |
| 2   | 2024 | Riad         | P1        | Ariana Sánchez | Bea González Delfina Brea     | 6-3 / 6-2       |
| 3   | 2024 | Doha         | Major     | Ariana Sánchez | Gemma Triay Claudia Fernández | 6-3 / 6-1       |
| 4   | 2024 | Mar de Plata | P1        | Ariana Sánchez | Bea González Delfina Brea     | 6-1 / 5-7 / 6-4 |
| 5   | 2024 | Roma         | Major     | Ariana Sánchez | Lucía Sainz Patty Llaguno     | 6-1 / 6-0       |
| 6   | 2024 | Málaga       | P1        | Ariana Sánchez | Gemma Triay Claudia Fernández | 1-6 / 6-4 / 6-2 |
| 7   | 2024 | Finland      | P2        | Ariana Sánchez | Sofia Araujo Marta Ortega     | 6-3 / 6-1       |
| 8   | 2024 | Rotterdam    | P1        | Ariana Sánchez | Gemma Triay Claudia Fernández | 6-4 / 6-4       |
| 9   | 2024 | París        | Major     | Ariana Sánchez | Andrea Ustero Delfina Brea    | 6-4 / 6-0       |
| 10  | 2024 | Kuwait       | P1        | Ariana Sánchez | Gemma Triay Claudia Fernández | 7-5 / 7-6(1)    |
| 11  | 2024 | Barcelona    | PP Finals | Ariana Sánchez | Gemma Triay Claudia Fernández | 6-3 / 6-3       |

### World Padel Tour
| N.º | Año  | Torneo     | Categoría    | Pareja                | Oponentes en la final                 | Resultado        |
| --- | ---- | ---------- | ------------ | --------------------- | ------------------------------------- | ---------------- |
| 1.  | 2019 | Madrid     | Master       | Ana Catarina Nogueira | Patricia Llaguno Elisabeth Amatriaín  | 6-4 / 6-3        |
| 2.  | 2020 | Marbella   | Master       | Marta Marrero         | Alejandra Salazar Ariana Sánchez      | 7-6 / 3-6 / 6-2  |
| 3.  | 2021 | Madrid     | Open         | Ariana Sánchez        | Lucía Sainz Bea González              | 6-3 / 6-4        |
| 4.  | 2021 | Marbella   | Master       | Ariana Sánchez        | María Virginia Riera Patricia Llaguno | 6-2 / 6-3        |
| 5.  | 2021 | Las Rozas  | Open         | Ariana Sánchez        | Marta Marrero Marta Ortega            | 6-2 / 6-1        |
| 6.  | 2021 | Cascais    | Master       | Ariana Sánchez        | Marta Marrero Marta Ortega            | 6-3 / 6-4        |
| 7.  | 2021 | Malmö      | Open         | Ariana Sánchez        | Tamara Icardo Delfina Brea            | 6-2 / 6-3        |
| 8.  | 2021 | Madrid     | Master Final | Ariana Sánchez        | Lucía Sainz Marta Marrero             | 6-4 / 6-2        |
| 9.  | 2022 | Vigo       | Open         | Ariana Sánchez        | Gemma Triay Alejandra Salazar         | 7-5 / 6-3        |
| 10. | 2022 | Marbella   | Master       | Ariana Sánchez        | Verónica Virseda Bárbara Las Heras    | 4-6 / 6-3 / 6-3  |
| 11. | 2022 | Viena      | Open         | Ariana Sánchez        | Gemma Triay Alejandra Salazar         | 4-6 / 6-4 / 6-3  |
| 12. | 2022 | Málaga     | Open         | Ariana Sánchez        | Gemma Triay Alejandra Salazar         | 6-3 / 6-3        |
| 13. | 2022 | Cascais    | Open         | Ariana Sánchez        | Marta Ortega Bea González             | 7-5 / 1-0 (ret.) |
| 14. | 2022 | Estocolmo  | Open         | Ariana Sánchez        | Gemma Triay Alejandra Salazar         | 6-1 / 6-1        |
| 15. | 2022 | Madrid     | Master       | Ariana Sánchez        | Aranzazu Osoro Victoria Iglesias      | 4-6 / 6-2 / 6-1  |
| 16. | 2023 | Abu Dhabi  | Master       | Ariana Sánchez        | Gemma Triay Alejandra Salazar         | 6-3 / 6-3        |
| 17. | 2023 | Reus       | Open 500     | Ariana Sánchez        | Gemma Triay Alejandra Salazar         | 6-3 / 6-2        |
| 18. | 2023 | Granada    | Open 1000    | Ariana Sánchez        | Gemma Triay Alejandra Salazar         | 6-2 / 7-6        |
| 19. | 2023 | Bruselas   | Open 1000    | Ariana Sánchez        | Gemma Triay Alejandra Salazar         | 6-7 / 6-3 / 7-5  |
| 20. | 2023 | Vigo       | Open 1000    | Ariana Sánchez        | Gemma Triay Alejandra Salazar         | 6-2 / 6-3        |
| 21. | 2023 | Viena      | Open 1000    | Ariana Sánchez        | Bea González Delfina Brea             | 6-3 / 6-1        |
| 22. | 2023 | Marbella   | Master       | Ariana Sánchez        | Tamara Icardo María Virginia Riera    | 6-1 / 6-4        |
| 23. | 2023 | Toulouse   | Open 1000    | Ariana Sánchez        | Bea González Delfina Brea             | 6-1 / 4-6 / 7-6  |
| 24. | 2023 | Valencia   | Open 1000    | Ariana Sánchez        | Marta Ortega Gemma Triay              | 6-3 / 6-1        |
| 25. | 2023 | Málaga     | Open 1000    | Ariana Sánchez        | Marta Ortega Gemma Triay              | 6-4 / 6-3        |
| 26. | 2023 | Madrid     | Master       | Ariana Sánchez        | Marta Ortega Gemma Triay              | 6-3 / 7-6        |
| 27. | 2023 | Düsseldorf | Open 1000    | Ariana Sánchez        | Marta Ortega Gemma Triay              | 6-3 / 7-6        |
| 28. | 2023 | Ámsterdam  | Open 1000    | Ariana Sánchez        | Marta Ortega Gemma Triay              | 7-6 / 6-0        |

Total WPT: 28
- Torneos Master Final: 1
- Torneos Master: 9
- Torneos Open/Open1000: 17
- Torneos Open500: 1
- Torneos Challenger: 0

### Campeonato Mundial
- Campeonato Mundial de Pádel de 2021
- Campeonato Mundial de Pádel de 2022
- Campeonato Mundial de Pádel de 2024